# Alain Le Vern
Pour les articles homonymes, voir Le Vern.

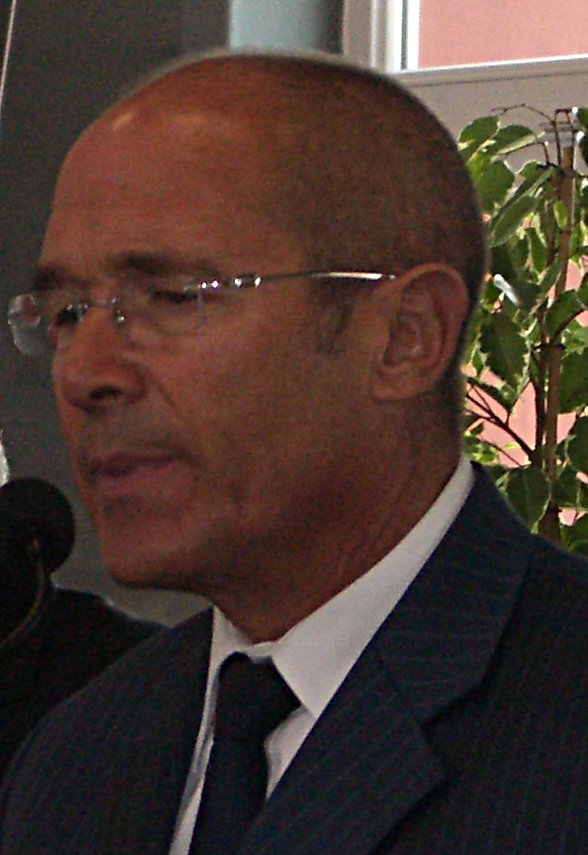
Alain Le Vern.

Alain Le Vern, né le 8 mai 1948 à Portsall (Finistère), est un homme politique français. Membre du Parti socialiste, il est maire de Saint-Saëns (1989-2001), député (1988-2002), puis sénateur de la Seine-Maritime (2007-2013) et président du conseil régional de Haute-Normandie (1998-2013). 

## Biographie
Diplômé de l'École normale primaire de Rouen en 1969, il exerce la profession d'instituteur. Il est également titulaire d'un DESS de droit public. Il est marié, en secondes noces, à l'ancienne députée Sandrine Hurel depuis le 22 décembre 2009.

### Activités associatives, syndicales et sociales
Membre du club des sympathisants trotskistes de 1967 à 1969, Alain Le Vern entre à l'Office central de la coopération à l'école (O.C.C.E.), dont il est membre du bureau national des jeunes de 1968 à 1970, puis secrétaire départemental pour la Seine-Maritime de 1974 à 1975. Il est également secrétaire général adjoint chargé de l'Enseignement maternel et élémentaire du Syndicat national des instituteurs (section de Seine-Maritime) de 1973 à 1976.
Chargé de mission aux cabinets de Laurent Fabius, ministre du Budget (1981-1982), ministre de l'Industrie (1982-1984), puis Premier ministre (1984-1986), il est en outre membre du Conseil économique et social de 1984 à 1988[réf. nécessaire].

### Carrière politique
Membre du Parti socialiste, il y exerce les fonctions de premier secrétaire de la fédération de Seine-Maritime de 1981 à 1997 et membre du comité directeur depuis 1984.
- 2001 - 2002 : président de l'Association des régions de France
- 2005 - 2007 : président de l'Assemblée des régions de l'Arc Manche
- 2007 - 2013 : vice-président de l'Assemblée des régions de l'Arc Manche

Il annonce le 12 septembre 2013 qu'il démissionnera le 30 septembre 2013 de ses mandats de président du conseil régional de Haute-Normandie et de sénateur de Seine-Maritime en indiquant qu'il souhaitait « se retirer de la vie politique ». Il est remplacé à la tête de la région par Emmanuèle Jeandet-Mengual (à titre intérimaire) et au Sénat par Marie-Françoise Gaouyer,. Il souhaite que Nicolas Mayer-Rossignol lui succède à la présidence du conseil régional ce qui est fait lors d'une élection en octobre 2013.

### Carrière en entreprise
Alain Le Vern rejoint la SNCF le 4 novembre 2013 comme directeur général Régions et Intercités. En août 2015, au lendemain de l'annonce de la cession du siège de député de son épouse, Sandrine Hurel, à sa suppléante et belle-fille, Marie Le Vern, celui-ci annonce sa démission pour raisons personnelles de son poste à la SNCF.

## Position politique
En 2009, Alain Le Vern s'oppose à la réunification de la Normandie.

## Détail des mandats et fonctions

### Au Parlement
- 1988 - 2002 : député de la 12e circonscription de la Seine-Maritime (battu en 2002).
- 29 juin 2007 - 30 septembre 2013 : sénateur de la Seine-Maritime

### Au niveau local
- 1983 - 1989 : adjoint au maire du Petit-Quevilly.
- 1986-2013 : conseiller régional de Haute-Normandie.
- 1989 - 2001 : maire de Saint-Saëns (à la suite de cette dernière réélection, il laisse sa place de maire pour cause de cumul des mandats).
- 2001 - 2004 : adjoint au maire de Saint-Saëns.
- 2004 - 2008 : conseiller municipal de Saint-Saëns.
- 1993 - 2006 : président de la Communauté de communes de Saint-Saëns-Porte de Bray (démissionnaire).
- 1998 - 2013 : président du conseil régional de Haute-Normandie.
- 2007 - 2013 : président du Syndicat mixte du Port de Dieppe, démissionnaire en septembre 2013.